# Kunwargaon
Kunwargaon è una suddivisione dell'India, classificata come nagar panchayat, di 6.754 abitanti, situata nel distretto di Budaun, nello stato federato dell'Uttar Pradesh. 